# Derendingen (Tubinga)
Derendingen è un quartiere (Stadtteil) della città tedesca di Tubinga.